# Kaplna
Kaplna (allemand : Kappeln bei Ziffer ) est un village de Slovaquie situé dans la région de Bratislava.

## Histoire
Première mention écrite du village en 1244.

## Démographie

### Évolution de la population
| Année:               | 1994. | 2004.   | 2014.   | 2024.    |
| -------------------- | ----- | ------- | ------- | -------- |
| Nombre de personnes: | 707   | 719     | 739     | 961      |
| Différence:          |       | +1,69 % | +2,78 % | +30,04 % |

| Année:               | 2023. | 2024.   |
| -------------------- | ----- | ------- |
| Nombre de personnes: | 950   | 961     |
| Différence:          |       | +1,15 % |